# 青春の夢いまいづこ
『青春の夢いまいづこ』（せいしゅんのゆめいまいづこ）は、1932年（昭和7年）10月13日公開の日本映画である。松竹キネマ製作・配給。監督は小津安二郎。モノクロ、スタンダード、サイレント、91分。
前作『大人の見る絵本 生れてはみたけれど』を完成後、『また逢ふ日まで』の撮影に入るも費用がオーバーしてしまい、急遽低予算で作ったのが本作である。小津としては手馴れた題材であったが、その分だけ充実した演出術が楽しめる。初回興行は帝国館。

## あらすじ
裕福な堀野は、友人やベーカリーの娘お繁らと学生生活を楽しんでいる。試験でカンニングしている最中に、父が危篤であることを知らされる。そして死んだ父の会社を継ぐことになるのだが、友人たちが入社させてくれるよう頼んだので入社試験に合格するように工作をする。堀野はお繁と再会して結婚したいと思うが、すでに友人の斎木と婚約していた。だが、斎木は堀野とは所詮、社長と部下の関係なのだから仕事を続けるためにも身を引こうとする。堀野はそれを知って、斎木の卑屈な根性を責めて殴り飛ばす。結局、彼らは仲直りして、堀野たちは新婚旅行に出かける斎木とお繁を見送るのだった。

## スタッフ
- 監督：小津安二郎
- 原作・脚色：野田高梧
- 撮影・編集：茂原英朗
- 監督補助：清輔影、原研吉
- 撮影補助：栗林実、厚田雄春、入江政夫

## キャスト
- 堀野哲夫：江川宇礼雄
- ベーカリーの娘お繁：田中絹代
- 斎木太一郎：斎藤達雄
- 哲夫の父謙蔵：武田春郎
- 哲夫の叔父貢蔵：水島亮太郎
- 熊田順助：大山健二
- 島崎省吾：笠智衆
- 大学の小使：坂本武
- 斎木の母おせん：飯田蝶子
- 山村男爵夫人：葛城文子
- 令嬢ユリ子：伊達里子
- 婆や：二葉かほる
- 花嫁候補の令嬢：花岡菊子